# Lista najdłuższych łącznych pobytów w otwartym kosmosie

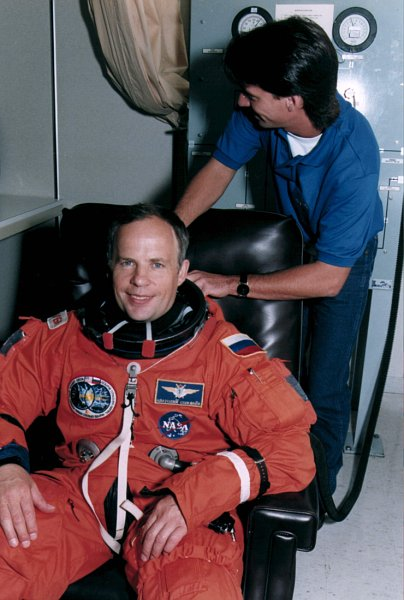
Anatolij Sołowjow (Rosja) – rekordzista

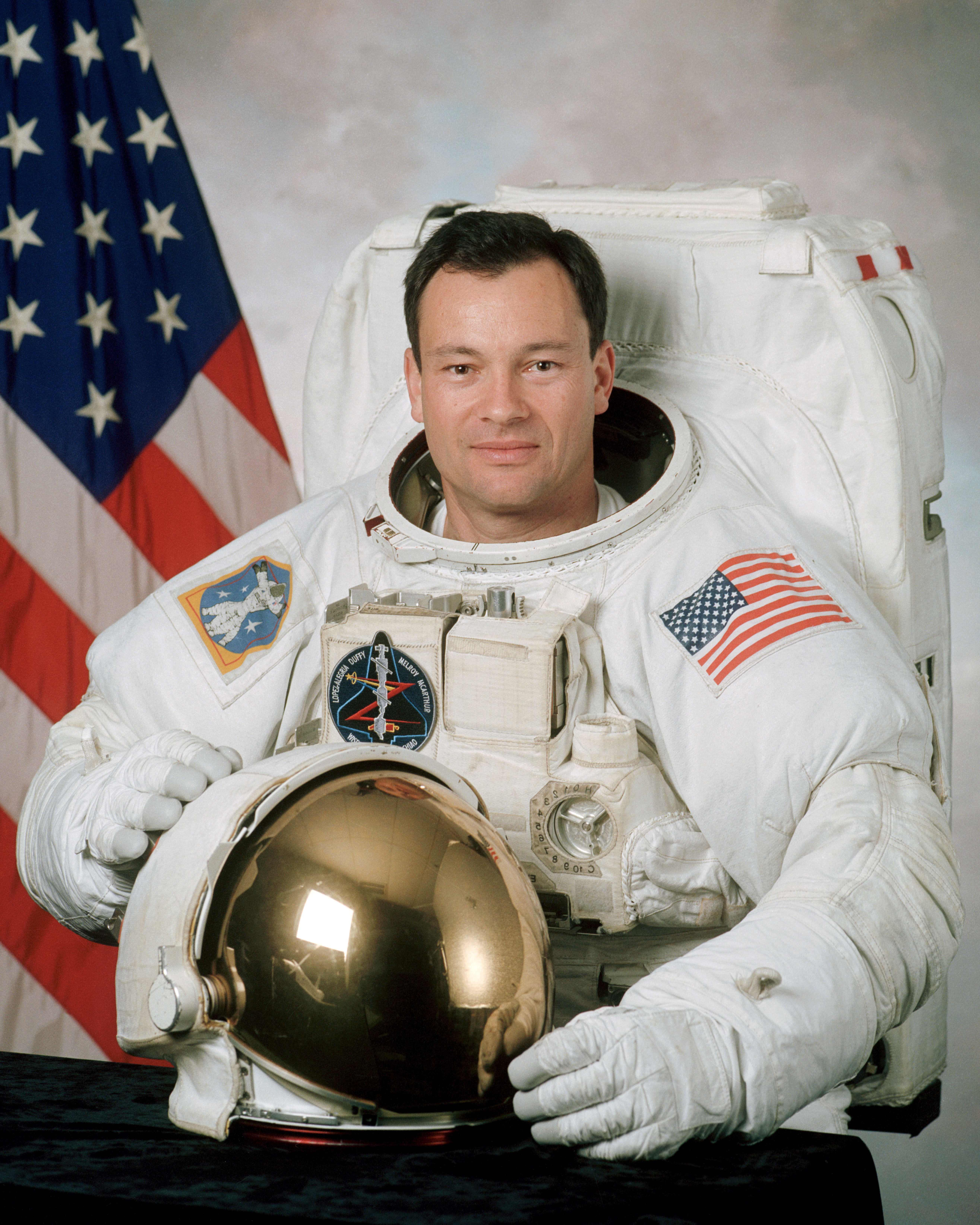
Michael Lopez-Alegria – rekordzista wśród astronautów USA

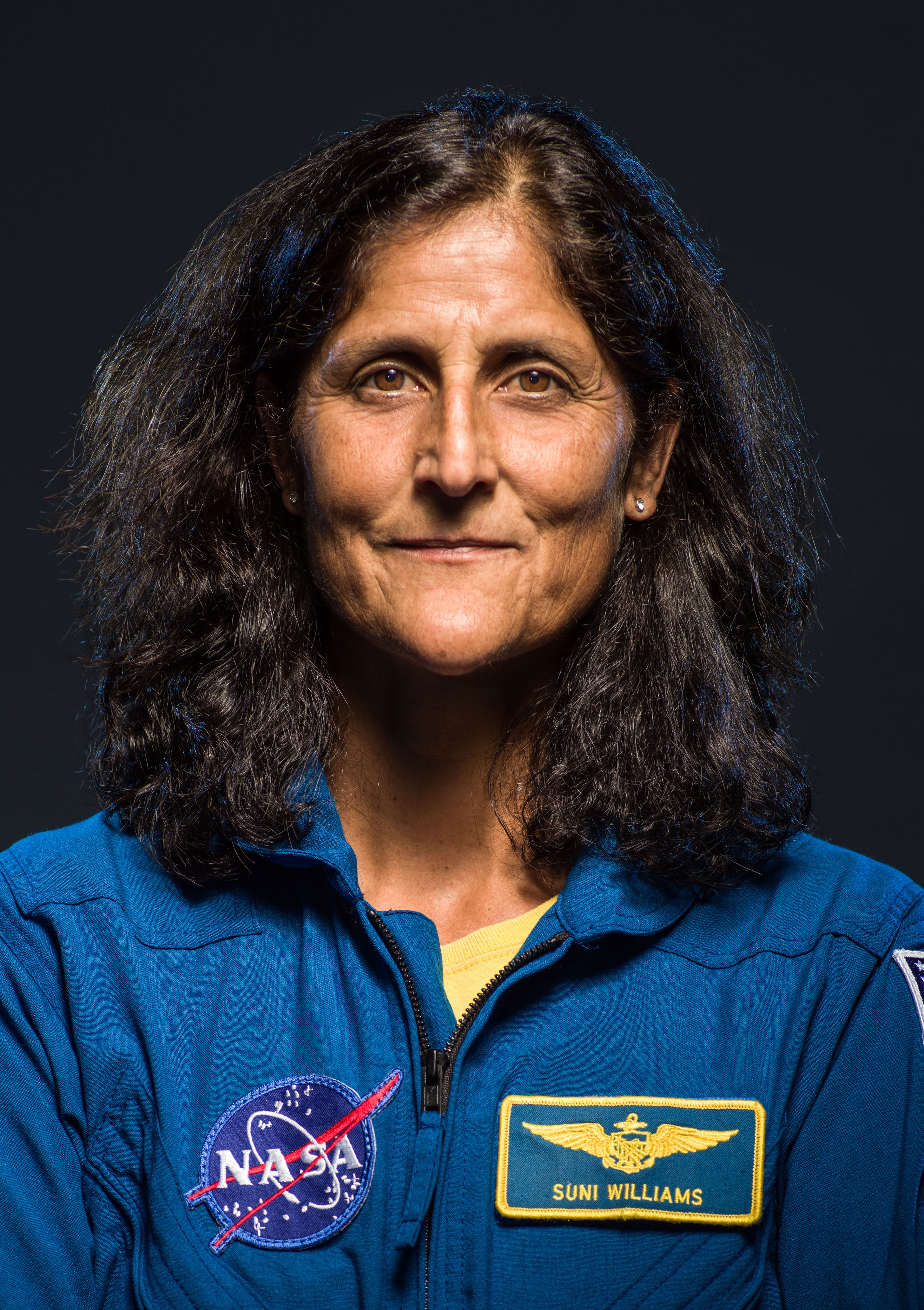
Sunita Williams – rekordzistka wśród kobiet

Listę sporządzono na podstawie czasów trwania poszczególnych wyjść w otwarty kosmos, inaczej spacerów kosmicznych (EVA, extravehicular activity). Podstawę stanowią zestawienia sporządzane przez serwis „Loty kosmiczne”. Lista obejmuje 20 osób o najdłuższym łącznym czasie spędzonym w otwartym kosmosie (stan na styczeń 2025 r.).

| Lp. | Imię i nazwisko       | Kraj              | Godzin : minut | Liczba EVA | EVA w latach | Aktywny |
| --- | --------------------- | ----------------- | -------------- | ---------- | ------------ | ------- |
| 1   | Anatolij Sołowjow     | Rosja             | 78 : 32        | 16         | 1990–1998    |         |
| 2   | Michael Lopez-Alegria | Stany Zjednoczone | 67 : 41        | 10         | 2000–2007    |         |
| 3   | Stephen Bowen         | Stany Zjednoczone | 65 : 57        | 10         | 2008–2023    | x       |
| 4   | Sunita Williams       | Stany Zjednoczone | 62 : 06        | 9          | 2006–2025    | x       |
| 5   | Andrew Feustel        | Stany Zjednoczone | 61 : 48        | 9          | 2009–2018    | x       |
| 6   | Robert Behnken        | Stany Zjednoczone | 61 : 10        | 10         | 2008–2020    | x       |
| 7   | Peggy Whitson         | Stany Zjednoczone | 60 : 21        | 10         | 2002–2017    |         |
| 8   | Fiodor Jurczichin     | Rosja             | 59 : 30        | 9          | 2007–2017    |         |
| 9   | Robert Kimbrough      | Stany Zjednoczone | 59 : 28        | 9          | 2008–2021    |         |
| 10  | John Grunsfeld        | Stany Zjednoczone | 58 : 30        | 8          | 1999–2009    |         |
| 11  | Jerry Ross            | Stany Zjednoczone | 58 : 18        | 9          | 1985–2002    |         |
| 12  | Sergiej Prokopjew     | Rosja             | 55 : 16        | 8          | 2018–2023    | x       |
| 13  | Christopher Cassidy   | Stany Zjednoczone | 54 : 51        | 10         | 2009–2020    |         |
| 14  | Oleg Artiemjew        | Rosja             | 53 : 31        | 8          | 2014–2022    | x       |
| 15  | Richard Mastracchio   | Stany Zjednoczone | 53 : 04        | 9          | 2007–2014    |         |
| 16  | Steven Smith          | Stany Zjednoczone | 49 : 48        | 7          | 1997–2002    |         |
| 17  | Michael Fincke        | Stany Zjednoczone | 48 : 37        | 9          | 2004–2011    | x       |
| 18  | Michael Fossum        | Stany Zjednoczone | 48 : 32        | 7          | 2006–2011    |         |
| 19  | Scott Parazynski      | Stany Zjednoczone | 47 : 05        | 7          | 1997–2007    |         |
| 20  | Joseph Tanner         | Stany Zjednoczone | 46 : 30        | 7          | 1997–2006    |         |